# Batognica
Batognica – szczyt o wysokości 2164 metrów w Alpach Julijskich, wznoszący się nad rzeką Soczą, w pobliżu szczytu Krn w Słowenii. 

## I wojna światowa
Batognica była miejscem ciągłych starć pomiędzy armią austro-węgierską i włoską podczas bitew nad Soczą w czasie I wojny światowej. Najcięższe walki na szczycie miały miejsce 21 lipca 1915 roku, gdy Włosi zepchnęli Austriaków do wschodniej części płaskowyżu Batognicy. Włosi zajęli zachodnią i centralną część płaskowyżu, podczas gdy Austriacy zajęli jej część wschodnią. Obie armie które dzieliło zaledwie 85 metrów, mocno się ufortyfikowały, budując rozległe systemy kawern i okopów, w których żołnierze spędzili następnie dwa lata. Linia obrony nie uległa w tym czasie żadnym zmianom, więc Włosi wydrążyli chodnik minowy pod pozycjami austro-węgierskimi i umieścili w nim ładunki wybuchowe. Austriacy, chcąc zaskoczyć Włochów tym samym zamiarem, przypadkowo odkryli włoski chodnik, ostrożnie zebrali z niego wszystkie ładunki wybuchowe, a później użyli ich do wysadzenia włoskich pozycji. Kratery po eksplozji są widoczne na Batognicy do dziś.